# 馬遜山脈
馬遜山脈（英語：Masson Range）是南極洲的山脈，位於麥克羅伯特森地，屬於弗拉姆山脈的一部分，全長約28公里，最高點海拔高度超過1,000米，1956年澳大利亞探險隊首次踏足該山脈。
67°51′S 62°50′E / 67.850°S 62.833°E